# Petrovice u Chabařovic
Petrovice (deutsch Peterswald) ist eine Gemeinde im Bezirk Aussig in Tschechien.

## Geographie

### Lage
Das langgestreckte Dorf liegt im Tal des Petrovický potok an der tschechisch-deutschen Grenze und besitzt einen Grenzübergang für Kraftfahrzeuge, der nach Norden in den Ortsteil Hellendorf der Stadt Bad Gottleuba-Berggießhübel führt. Petrovice liegt an einer alten Passstraße, die zwischen dem Osterzgebirge und der Sächsisch-Böhmischen Schweiz von Sachsen nach Böhmen führt. Ende 2006 wurde die südlich vorbeiführende Autobahn D 8 / A 17 Prag-Dresden in Betrieb genommen. Petrovice verfügt seitdem über eine eigene Autobahnabfahrt.

### Gemeindegliederung

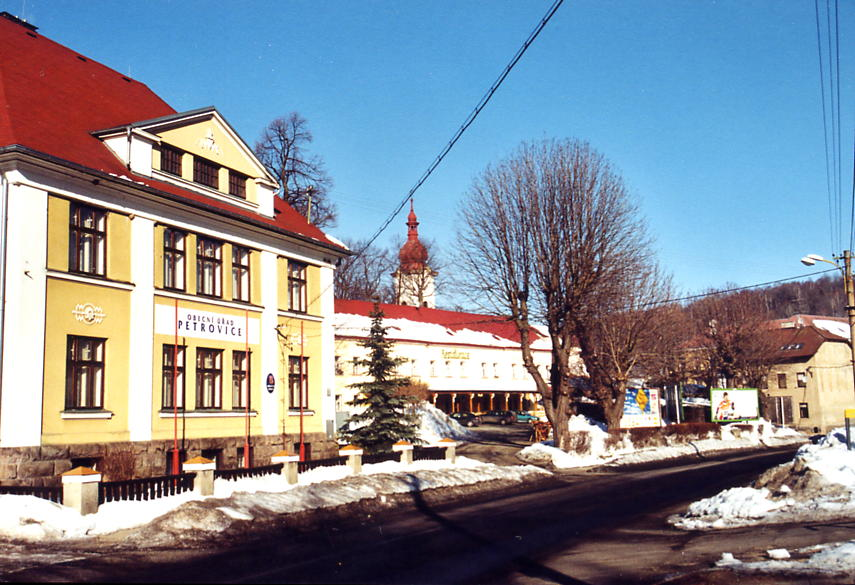
Zentraler Ortsteil mit Gemeindeverwaltung

Die Gemeinde Petrovice besteht aus den Ortsteilen Krásný Les (Schönwald) und Petrovice (Peterswald). Grundsiedlungseinheiten sind Krásný Les, Nakléřov (Nollendorf), Petrovice und Větrov (Streckenwald). Zu Petrovice gehören außerdem die Ansiedlungen Panenská (Jungferndorf) und Nový Dvůr (Neuhof), sowie die Wüstung Hladov (Hungertuch).
Das Gemeindegebiet gliedert sich in die Katastralbezirke Krásný Les v Krušných horách, Nakléřov, Petrovice u Chabařovic und Větrov u Krásného Lesa.

### Nachbarorte
|                  | Bad Gottleuba-Berggießhübel                 |                        |
| Altenberg        | Kompassrose, die auf Nachbargemeinden zeigt | Tisá (Tyssa)           |
| Krupka (Graupen) | Telnice (Tellnitz)                          | Libouchec (Königswald) |

## Geschichte
Der Ort an der Passstraße wurde 1352 erstmals urkundlich erwähnt. Damals befand er sich im Besitz der Adelsfamilie Wartenberg. Zwischen 1506 und 1579 gehörte Peterswald zur Herrschaft Graupen (Krupka). Im Zuge der Auflösung der Herrschaft Graupen erwarb ein Damian (Tam) von Sebottendorf am 18. Januar 1580 die zur Krone Böhmens gehörigen Dörfer Schönwald, Nollendorf und Peterswald im Osterzgebirge und vereinigte diese zur Herrschaft Schönwald. Nach dessen Tod im Jahr 1585 ging der Besitz auf dessen Erben über. Die Besitzer, die Herren von Sebottendorf, mussten Böhmen nach der Schlacht am Weißen Berg verlassen. 1623 kaufte Franz von Courier den Ort, er starb in der Schlacht bei Lützen. Anschließend folgten verschiedene adlige Besitzer und der Zwickauer Textilfabrikant Anton Balle.
Durch die günstige Lage an der Dresden-Teplitzer Poststraße entwickelte sich der Ort stetig. Einen Aufschwung erlebte Peterswald durch die Weber und die Metallindustrie. Es wurde dadurch zeitweise größer als das benachbarte Aussig an der Elbe. So wurden hauptsächlich Schnallen und Knöpfe, aber auch verschiedenste Beschläge produziert.
Im Rahmen der Befreiungskriege wurde Peterswald 1813 ein Schauplatz der Schlacht bei Kulm. Russische Abteilungen lagerten im Ort, bevor sie am 22. August die Landesgrenze gen Hellendorf überschritten. Nach der Niederlage in der Schlacht von Dresden am 26./27. August zogen die Russen sich ab dem 28. August über Peterswald nach Kulm zurück, während die französischen Truppen unter Vandamme den Russen nachsetzen und sich im Ort die ersten Gefechte mit diesen lieferten. So übernachtete Napoleon Bonaparte dreimal in Peterswald. Durch diese Ereignisse erlebte der Ort Plünderungen und Zerstörung. 200 Einwohner fielen deshalb bis 1814 der Pest zum Opfer.
Danach kam der Aufschwung wieder mit der Metallindustrie, zeitweise gab es sogar Produktionsstätten im deutschen Nachbarort. Auch am Schmuggel über die Grenze zwischen dem Königreich Sachsen (von Pirna und Königsstein) und der k. u. k. Monarchie nach Leitmeritz und Prag war Peterswald beteiligt. So wurde anfänglich sächsisches Salz, später der aufkommende Tabak, Kaffee, Zucker und Liköre geschmuggelt. Mit der Eröffnung der Eisenbahn Dresden – Bodenbach endete dieser jedoch schlagartig. Durch die Eisenbahn endete auch die Bedeutung von Peterswald als Poststation.
1824 entstand links des Raitzabaches die Siedlung Neuhof, die ursprünglich zu Raitza (Rájec) gehörte und 1950 eingemeindet wurde. Der Ort Peterswald gehörte bis zur Revolution von 1848/1849 im Kaisertum Österreich zur Allodial-Herrschaft Schönwald, zu der auch die Dörfer Schönwald, Neuhof, Antonstal, Nollendorf, Jungferndorf, Böhmisch Kahn, Klein-Kahn und Tellnitz (Mitteltellnitz) gehörten. Verwaltungstechnisch bildete Peterswald ab der Mitte des 19. Jahrhunderts eine Gemeinde im Gerichtsbezirk Karbitz bzw. im Bezirk Außig.
1848 wurde Peterswald nach der Revolution wie alle größeren Orte in der Monarchie Sitz der Nationalgarde, die jedoch 1851 wieder aufgelöst wurde. Parallel dazu entstand 1850 ein Sitz der k.k. Gendarmerie mit zwei Gendarmen. 1850 erhielt der Ort die Markterlaubnis für zwei Jahrmärkte.
Ab 1869 erstarkte das gesellschaftliche Leben in Peterswald. So entstand in diesem Jahr der Spar- und Vorschuss-Kassa-Verein Peterswald. 1876 wurde die Freiwillige Feuerwehr errichtet, dafür erwarb man 1906 sogar eine dampfbetriebene Feuerspritze. Später folgten neben anderen ein Militärveteranenverein, ein Turnverein und ein Arbeiter-Konsumverein. Um 1900 erreichte Peterswald die Blütezeit, danach setzte der Niedergang der Textilindustrie ein. 1912 hielt in Peterswald die Elektrizität Einzug, die Versorgung erfolgte durch das Elektrizitätswerk Pirna. Damit einher ging auch die Errichtung einer elektrischen Straßenbeleuchtung.
Mit dem Ende des Ersten Weltkrieges besetzte tschechisches Militär die Bezirkshauptmannschaft Aussig und aus Peterswald verschwand der kaiserliche Doppeladler für immer. Schon durch Ausbruch des Krieges ging die Industrie durch entfallende Exporte massiv zurück, das Kriegsende und die damit entfallenden Exporte nach Deutschland taten ihr Übriges. Die Weltwirtschaftskrise raffte die Industrie fast gänzlich dahin und auch der Spar- und Vorschuss-Kassa-Vereines Peterswald wurde so stark in Mitleidenschaft gezogen, dass nur der Anschluss an die Allgemeine Volkskreditanstalt in Prag übrigblieb.
Trotzdem erhielt Peterswald 1921 eine erste Omnibuslinie nach Gottleuba und 1922 ein Kino im Postsaal und sogar ein Schwimmbad.

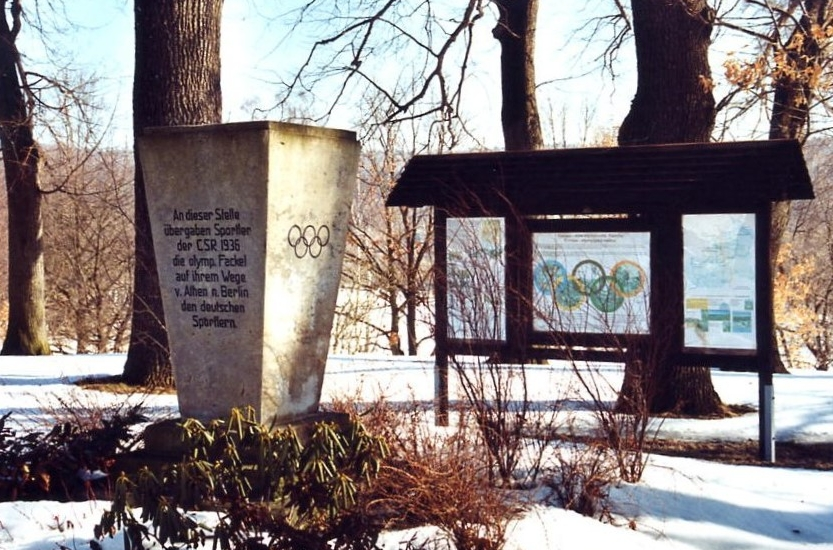
Olympia-Gedenkstein am Rundteil

1936 übergab der deutschböhmische Staffelläufer Hermann Jeswick an der Grenze das olympische Feuer auf dem Weg zu den Olympischen Spielen in Berlin an reichsdeutsche Sportler. Unmittelbar hinter der Grenze erinnert auf deutscher Seite ein Gedenkstein am Rundteil an dieses Ereignis.
1938 erstarkte die Sudetendeutsche Bewegung durch die Entwicklung im Deutschen Reich. Als Folge der Eskalation erfolgte im Rahmen der ersten tschechoslowakischen Mobilmachung am 21. Mai 1938 die Blockade der Grenze zu Deutschland. Damit einher gingen die Ausrufung eines Ausgehverbotes, das Verbot der Feldarbeit sowie der Bau von Bunkern, Stellungen und Maschinengewehrnestern. Ab dem 1. Oktober zog die Tschechoslowakische Armee sich zurück und die Wehrmacht rückte unter dem Jubel der Bevölkerung ein. Als Folge der Gleichschaltung durch den Anschluss an das Deutsche Reich wurden zahlreiche Vereine aufgelöst, so gingen die Gewerkschaften in die Deutsche Arbeitsfront über, der Militärveteranenverein wurde dem Reichskriegerbund angeschlossen.
Ab Juni/Juli 1945 setzten die ersten wilden Vertreibungen der deutschböhmischen Peterswälder Bevölkerung ein. Ab April 1946 erfolgte dann im Rahmen der Beneš-Dekrete die systematische Entfernung der deutschböhmischen Bevölkerung und die Ansiedlung von Tschechen aus dem Landesinneren sowie von Roma. Der Weiler Antonínov (Antonsthal) wurde 1970 zu Tisá umgemeindet, Adolfov gehört seit 2014 zu Telnice.

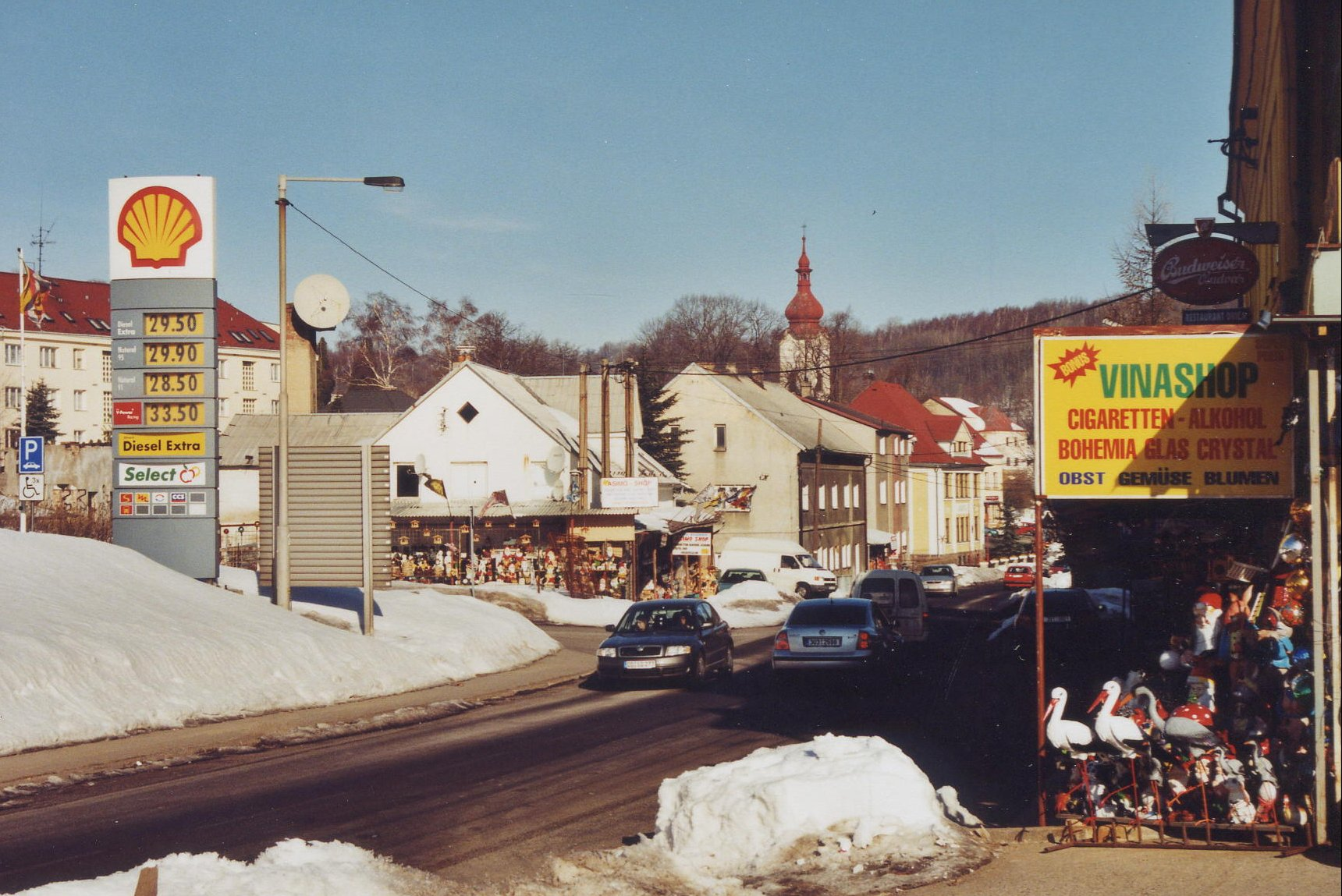
Hauptstraße im oberen Ortsteil

Heute wird das Ortsbild durch die Stände vorwiegend vietnamesischer Händler geprägt.
Eisenbahn
Erste Bemühungen um eine Eisenbahn gingen  1868 vom Comités für die Erbauung einer Eisenbahn von Pirna nach Dux aus. Geplant war eine Trasse durch das Gottleuba- und Bahratal mit Grenzüberquerung in Hellendorf. Daraus ging die Bahnstrecke Pirna–Gottleuba hervor. Ab 1891 kämpfte die Gemeinde Peterswald selbst um einen Bahnanschluss. Der eigens eingerichtete Ausschuss verfolgte das Ziel, an die Gottleubaer Strecke angeschlossen zu werden. 1893 erfolgte die Genehmigung durch das Handelsministerium. Jedoch verweigerten sächsische Behörden die Erlaubnis für eine Strecke nach Gottleuba oder Langenhennersdorf. Nachdem diese Projekte gescheitert waren, plante man schließlich eine Lokalbahn mit dem Ausgangspunkt Kleinkahn (Malé Chvojno) an der Bahnstrecke Bodenbach–Komotau. Der Ausbruch des Ersten Weltkrieges und die nachfolgende Gründung der Tschechoslowakei ließen das Projekt schließlich endgültig scheitern.

## Entwicklung der Einwohnerzahl
| Jahr | Einwohnerzahl |
| ---- | ------------- |
| 1869 | 2607          |
| 1880 | 2830          |
| 1890 | 2722          |
| 1900 | 2690          |
| 1910 | 3068          |

| Jahr | Einwohnerzahl |
| ---- | ------------- |
| 1921 | 2703          |
| 1930 | 2677          |
| 1950 | 693           |
| 1961 | 610           |
| 1970 | 637           |

| Jahr   | Einwohnerzahl |
| ------ | ------------- |
| 1980 1 | 698           |
| 1991 1 | 596           |
| 2001 1 | 622           |
| 2011 1 | 832           |

## Sehenswürdigkeiten

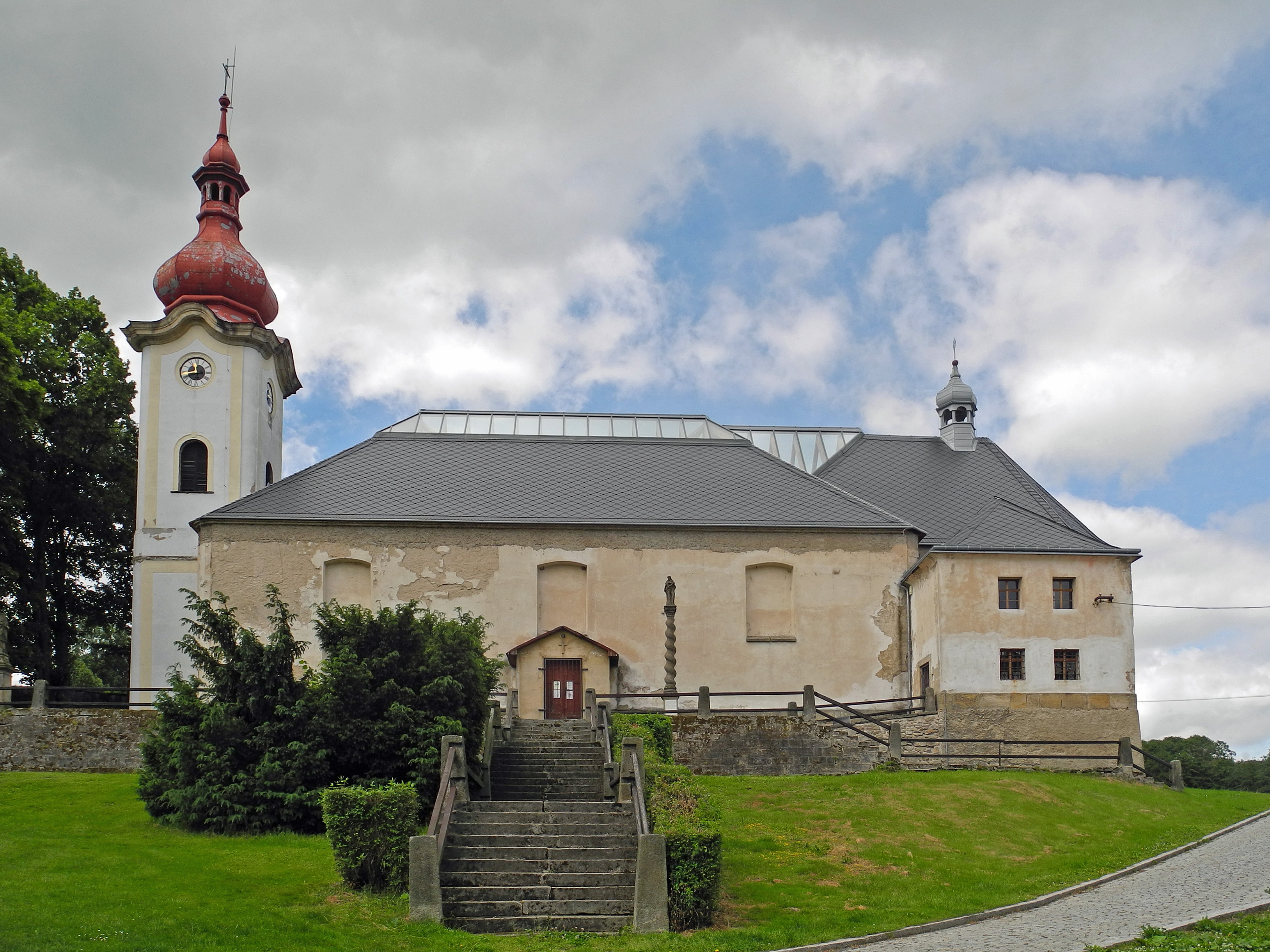
Kirche St. Nikolaus von Osten, mit neuem Dach, Stand Juni 2018

- Kirche St. Nikolaus, erbaut um 1350, 1793 abgerissen und vor dem Friedhof größer neu aufgebaut. 1988 Kirchendach eingestürzt, 2015 wieder aufgebaut. Gebaut in Nord-Süd-Richtung, Altarraum im Norden, Eingang und Turm im Süden
- Statue des Hl. Johannes von Nepomuk, von 1709
- Pylone Ecce homo, 1874 von Anton Bauer errichtet
- Tupolew Tu-104, die zu einer Gaststätte umfunktioniert wurde
- Spätbarockes Kreuz auf dem Peterswalder Friedhof anstelle der alten abgerissenen Kirche, 1793 von Joseph Beil gespendet, 2008 restauriert und neu geweiht
- Madonna mit dem Kind, 1788 gespendet von Joseph Beil, vor dem Haus Nr. 15 im Unterdorf
- Pestkreuz hinter dem Friedhof – erinnert an die 500 Seelen, die in den Pestjahren 1813/14 dort ihre ewige Ruhe fanden.
- Kreuz für die Wanderer auf dem Wanderweg von Peterswald, gegenüber der Schule der Aufgang, nach Tyssa und Raiza, gestiftet 1871 von Karl Beil

## Sport
Der örtliche Fußballverein 1. FK Petrovice-Tisá spielt in der tschechischen Amateurliga. Bis zur Saison 2017/18 bestand der SK Hraničář Petrovice welcher mit TJ Spartak Tisá fusionierte.